# Mathieu Anibert
Mathieu Louis Anibert, né à Arles, paroisse Saint-Pierre-de-Trinquetaille, le 12 octobre 1742 et mort dans la même paroisse le 19 novembre 1782, est un avocat, un poète et un historien arlésien.

## Biographie

### L'enfance d'Anibert

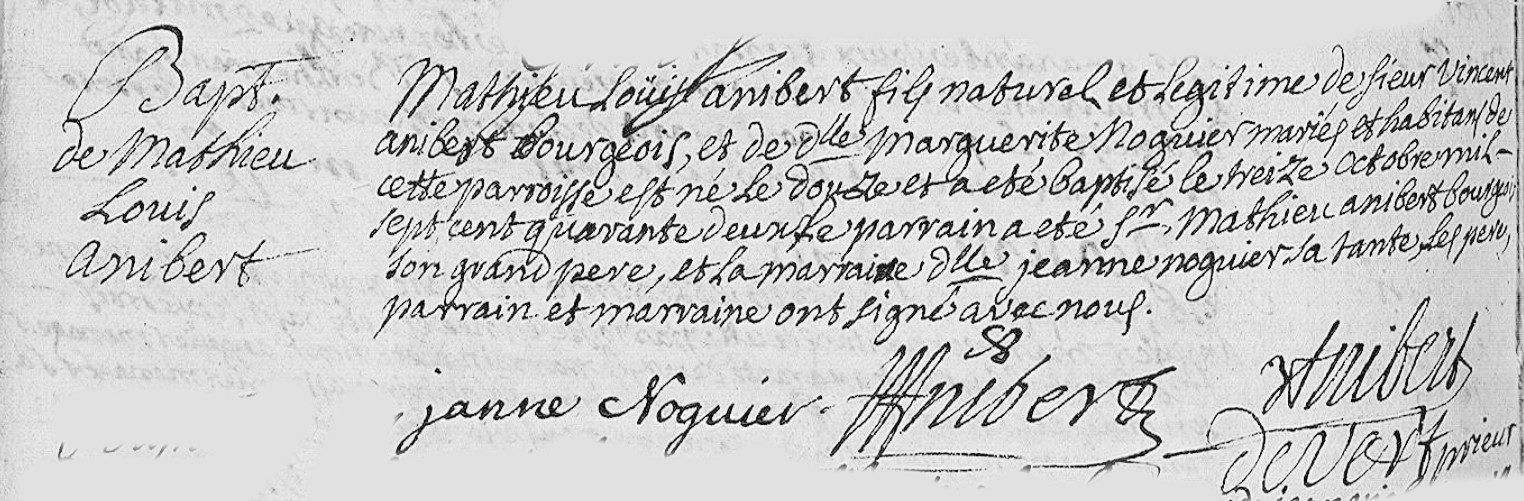
Acte de baptême de Mathieu Louis Anibert.

Il naît le 12 octobre 1742 et est baptisé le 13 en l'église Saint-Pierre de Trinquetaille d'Arles. Fils de Vincent Anibert, bourgeois, et de Marguerite Noguier, il perd son père encore enfant. Sa mère, décrite dans ses biographies comme une femme intelligente et dévouée, permet au jeune homme de mener de bonnes études, au cours desquelles il montre d'excellentes aptitudes pour la musique et la poésie.

### L'homme de droit
Il s'orienta par la suite vers des études de droit. Il passa son doctorat à Aix-en-Provence après quoi il revint s'établir définitivement dans sa ville natale. Il y acquit une brillante renommée d'homme de loi, dont on recherchait l'avis. Ses excellentes connaissances en matière de divorce, de viduité, de droit d'aînesse, etc. lui permirent de se faire un nom à Arles. À l'occasion de deux procès qu'il plaida pour les consuls d'Arles, il devint progressivement l'avocat arlésien le plus renommé de son temps.
Pourtant, Anibert plaidait peu, montrant de l'exaspération pour les chicanes procédurières.

### L'homme de lettres
C'est qu'aussi Anibert ressentait sans cesse l'appel des lettres et de la musique. Étant capable de s'exprimer aussi bien en français qu'en italien, il composa quelques poèmes. C'est en 1773 et avec l'écriture de L'Inconséquent ou la Fête du Wauxhall qu'il fut reconnu à juste titre pour son talent littéraire. L'abbé Bonnemant dira de ce titre que « c'est un de ses meilleurs ouvrages ».
Il était membre de la Société des inscriptions et belles lettres, de l'Académie de Marseille et de l'Académie de Nîmes.

### L'historien
L'Histoire est certainement la passion principale de Mathieu Anibert. Ses Mémoires historiques et critiques sur l'ancienne République d'Arles (Yverdon, 1779-1781, 3 tomes en 4 vol.) lui valurent les plus grandes louanges.
Il fut aussi l'auteur de titres d'histoire locale, comme Dissertation topographique et historique sur la montagne de Cordes et ses monuments (Arles, éd. Jacques Mesnier, 1779) et d'autres titres encore (voir bibliographie).

### Son échec à l'élection des consuls

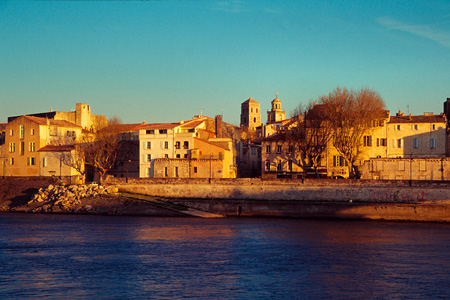
La ville d'Arles vue depuis le quartier de Trinquetaille.

On lui refusa sa candidature au poste de consul pour la raison qu'il était né et, surtout, résidait du mauvais côté du Rhône. Étant de la paroisse Saint-Pierre de Trinquetaille, il eût été préférable qu'il fût né dans Arles intra-muros. Trinquetaille était alors considérée comme vassale d'Arles.

### La mort d'Anibert
Mort soudainement en pleine force de l'âge, à quarante ans, Anibert laissa des œuvres inachevées, ce qui fut d'autant plus regrettable qu'il semblait au début d'un grand travail sur l'histoire d'Arles. Il fut inhumé dans la chapelle des Pénitents-Bleus, près du Rhône. Son épitaphe est exposée au Museon Arlaten.
Les Archives communales conservent une partie de ses œuvres.

## Œuvres

### Histoire
- Mémoires historiques et critiques sur l'ancienne République d'Arles (Yverdon, 1779-1781, 3 tomes en 4 vol.) ; voir ici : https://books.google.fr/books/about/M%C3%A9moires_historiques_et_critiques_sur_l.html?id=e8fw1hgiy2IC&redir_esc=y ;
- Dissertation topographique et historique sur la montagne de Cordes et ses monuments (Arles, Jacques Mesnier, 1779)
- Des Édifices, touchant les fonctions des juges-voyers (1779, 54 p.)
- Cinq propositions de M. Papon, de l'Oratoire, sur les anciennes Républiques de Provence (Amsterdam, 1781, 30 p.)
- Plaidoyer pour MM. les consuls, gouverneurs de la ville d'Arles, contre MM. du Chapitre métropolitain de la même ville (s. l. n. n., 1782)
- Mémoire sur l'ancienneté d'Arles (Arles, Jacques Mesnier, 1782, 100 p.)

### Poésie
- L'Enlèvement de Colombine (s. l. n. d.)
- L'Inconséquent ou la Fête du Wauxhall (1773)
- Jocrisse le Blanc (1780)